# 土豪劣紳
土豪劣紳（どごうれっしん）とは、かつて中国で農民から搾取をする地主や資産家に対して用いられていた蔑称である。土豪は地方の豪族を意味し、劣紳は卑劣な紳士を意味する。官吏と兼職していた者も多い封建的支配階級であり、軍閥の温床にもなっていたとされる。